# Mixtape

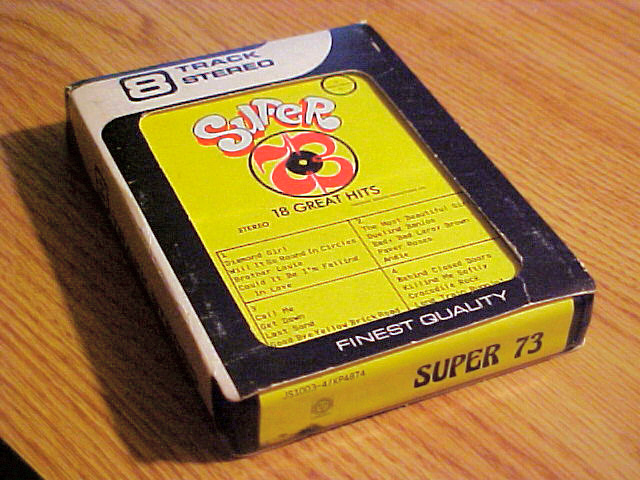
Een illegale mixtape (bootleg) uit 1973

Een mixtape is van oorsprong een cassettebandje (Engels: tape) met een verzameling (mix) muziek of andere geluidsopnamen. De inhoud wordt door de consument zelf samengesteld door geluid van bijvoorbeeld een elpee of radio-uitzending te kopiëren en is dus meestal een inbreuk op auteursrechten. Met de komst van de compact disc en mp3 is het ook mogelijk om digitale mixtapes te maken.
In verschillende subculturen, met name die van de hiphop, speelde de mixtape een belangrijke rol. Het werd bijvoorbeeld cadeau gedaan als teken van liefde. Een mixtape kan zo een uiting zijn van persoonlijke gevoelens of smaak. Sinds de jaren zeventig wordt de mixtape gebruikt door diskjockeys en later ook door hiphopartiesten om hun muziek op te nemen en zo zonder platencontract onder het publiek te verspreiden.

## Geschiedenis

### Opkomst
In de jaren 60 waren de meestvoorkomende mixtapes 8 sporencassette-bootlegs, die werden verkocht op vlooienmarkten en parkeerplaatsen. De cassettes werden betiteld als bijvoorbeeld "Super 73", "Country Chart Toppers" of "Top Pops 1977". Zelfgemaakte mixtapes werden veelvoorkomender vanaf de jaren 80. Afgezien van het feit dat het cassettebandje van Philips in 1963 verscheen op de Internationale Funkausstellung Berlin, bleef de populariteit van de mixtapes stijgen. Dit kwam voornamelijk door de geluidskwaliteit, die bij cassettebandjes niet goed genoeg werd bevonden. De cassettebandjes konden namelijk alleen monogeluid opnemen; het hoofddoel van de bandjes was het opnemen van stemmen.
Tijdens de opkomst van het cassettebandje bleef de mixtape de boventoon voeren, tot het moment dat de cassette verbeterd werd, bijvoorbeeld door de implementatie van chroom en metaal in het bandje. De cassetteband zorgde er rond de jaren 80 zelfs voor dat de 8 sporencassette bijna verdween. De mixtape klom na deze periode uit het dal en werd weer populairder, mede dankzij de uitvinding van autoradio's en de introductie van de Sony Walkman in 1979.
Bij mixtapes dient er een verschil te worden aangeduid tussen privaatmixtapes, die veelal werden gemaakt voor specifieke luisteraars, en publieke mixtapes, ook wel "partytapes" genoemd, die voornamelijk ontwikkeld werden voor discotheken en voor een groter publiek bestemd zijn. In de jaren 70 waren het voornamelijk diskjockeys die begonnen met distributie via mixtapes, waaronder Grandmaster Flash, Afrika Bambaataa, DJ Kool Herc en DJ Hollywood.
Vanaf 1995 werden de meeste cassettebandjes vervangen door compact discs. De komst van MP3-bestanden was het 'einde' van de originele cassette-mixtapes.

### Overgang naar MP3
Vanaf de komst van de MP3-bestanden, heeft de term mixtape een nieuwe betekenis gekregen. De combinatie van muziek en internet heeft ervoor gezorgd dat muziek wereldwijd beschikbaar is. Tegenwoordig worden mixtapes aangeboden in de vorm van een digitaal formaat. Deze bestaat meestal uit opgenomen dj-set van diskjockeys, die gebruikt wordt om zijn of haar vaardigheden te demonstreren aan een online publiek. Verscheidene radioshows zijn gespecialiseerd in het spelen van mixtapes, waaronder de show van Ben Liebrand op Radio Veronica en The Breezeblock op BBC Radio 1.
Diskjockeys als Grandmaster Flash, DJ QBert en DJ Shadow waren verantwoordelijk voor de evaluatie van de mixtape, de remix en de mash-up. Zij combineerden fragmenten van bestaande nummers, die niet noodzakelijk hetzelfde muziekgenre hadden. Deze productie van muziek zorgde voor een nieuw tijdperk voor de mixtape; nummers waarop hiphoprappers en -MC's hun eigen teksten op kunnen toepassen.

### Hiphop
Al vanaf het begin van de opkomst van de hiphopcultuur (jaren 70) werden veel nummers in mixtapevorm opgenomen en gedistribueerd. De eerste mixtapes stammen uit New York en komen van de artiesten Kool Herc en Afrika Bambaataa. In de midden-jaren 80 begonnen steeds meer artiesten met het opnemen van hun livemuziek, wat ze vervolgens in mixtapevorm verkochten. DJ Ron G begon in 1993 met de implementatie van mash-ups, remixes en a cappela's. In de jaren 90 werd dit fenomeen nog populairder en steeg de vraag naar freestyle rap op de tapes .

### Populaire muziek
Mixtapes worden tegenwoordig door platenlabels en artiesten gebruikt als promotieproduct. Ongetekende artiesten, voornamelijk rappers, brengen vaak mixtapes uit om hun vaardigheden te tonen. Omdat deze artiesten meestal nog geen label, en dus geen muziekproducenten hebben, gebruiken ze bestaande muziekproducties en passen ze hun eigen tekst toe op het nummer. Vaak bevatten deze mixtapes samenwerkingen met andere artiesten, remixen, freestyles en voice-overs.
Bekende voorbeelden van dergelijke artiesten zijn de rappers Lil Wayne en Drake. Wayne is bestuursvoorzitter van Young Money, een hiphopgroep waarvan de twee rappers lid zijn. Gezamenlijk hebben de twee rappers zo'n 30 mixtapes uitgebracht. Drakes derde mixtape, So Far Gone, verkocht 72.104 keer in z'n eerste week en verkreeg de gouden certificatie van de Recording Industry Association of America.
Lil Wayne heeft in februari 2011 reeds 22 mixtapes uitgebracht. Deze mixtapes bevatten voornamelijk remixen van bestaande nummers, waarop Wayne zijn eigen teksten toepast. Ook staan er eigen nummers op, soms met een extra couplet.